# Laure Junot
Laure Adelaide Junot, hertiginnan d'Abrantès, född Permond 6 november 1784 i Montpellier, död 7 juni 1838 i Paris, var en fransk memoarförfattare. Hon var gift med Napoleons general Jean-Andoche Junot, hertig de Abrantès. 

## Biografi
Laure Junot var dotter till en fransk administratör på Korsika, Charles Martin de Permond, och Panoria Comnene. Familjen flyttade till Paris efter franska revolutionen, där de ingick i Napoleons umgänge. 
År 1800 gifte hon sig med general Jean-Andoche Junot, och blev känd i societeten för sin skönhet, slöseri och sarkastiska kvickhet. Napoleon kallade henne petite peste, men paret gynnades av honom och fick hertigtitel efter att han antog kejsartiteln 1804. Laure Junot åtföljde sin make under kriget i Portugal och Spanien 1807–1808. 
Hon hamnade sedan i konflikt med Napoleon sedan hon hade kritiserat honom och umgåtts med personer han ogillade; hon hade bland annat ett förhållande med furst Metternich. Makens psykiska sjukdom orsakade familjen ekonomiska svårigheter, och hon samarbetade med Napoleons fiender inför hans avsättning 1814. Hon vägrade sedan att stödja Napoleon under de hundra dagarna 1815 och förklarade sig istället lojal mot bourbonerna. 
Efter Napoleons slutliga fall tillbringade hon många år i den konstnärliga kolonin i Rom. Hon lärde känna Honoré de Balzac, som från 1828 var hennes älskare och som uppmanade henne att publicera sina memoarer. Under sina sista år levde hon i ekonomisk misär och försörjdes av gamla vänner. Hon avled på en vårdinrättning.